# Gouvernement Mazowiecki
 (septembre 2023).
Si vous disposez d'ouvrages ou d'articles de référence ou si vous connaissez des sites web de qualité traitant du thème abordé ici, merci de compléter l'article en donnant les références utiles à sa vérifiabilité et en les liant à la section « Notes et références ».
République populaire de Pologne
IIIe République de Pologne
Rakowski Bielecki
Le gouvernement Mazowiecki (en polonais : Rząd Tadeusza Mazowieckiego) est le gouvernement de la République populaire de Pologne, puis de la République de Pologne entre le 12 septembre 1989 et le 12 janvier 1991, durant la dixième législature de la Diète et la première législature du Sénat.

## Historique du mandat
Dirigé par le nouveau président du Conseil des ministres libéral Tadeusz Mazowiecki, ce gouvernement est constitué et soutenu par une coalition entre le Parti ouvrier unifié polonais (PZPR), le Comité citoyen « Solidarité » (Solidarność), le Parti paysan unifié (ZSL) et le Parti démocratique (SD). Ensemble, ils disposent de 437 députés sur 460, soit 95 % des députés de la Diète, et 99 sénateurs sur 100 au Sénat.
Le gouvernement Mazowiecki est formé à la suite des élections parlementaires des 4 et 18 juin 1989. Il succède donc au gouvernement de Mieczysław Rakowski, formé en 1988 et réunissant le PZPR, le ZSL et le SD.

### Formation
Pour le scrutin parlementaire, seuls 161 sièges de députés, ainsi que les 100 sièges de sénateurs, sont soumis à une élection libre, conformément aux accords de la Table ronde. Les 299 mandats restant de la Diète sont réservés au Mouvement patriotique pour la renaissance nationale (PRON), qui réunit notamment le PZPR, le ZSL et le SD. Au cours des élections, Solidarność remporte les 161 députés et 99 sénateurs.
Le PRON disposant de droit d'une majorité absolue, le président de la République Wojciech Jaruzelski propose le 2 août le général Czesław Kiszczak, ministre sortant de l'Intérieur, pour diriger le nouvel exécutif. Le 17 août Lech Wałęsa annonce cependant que Solidarność est parvenu à un construire une coalition avec le Parti paysan unifié et le Parti démocratique. Seul, le Parti ouvrier unifié polonais ne compte en effet que 173 députés. Kiszczak retrouve ensuite Jaruzelski et renonce à constituer le nouveau cabinet.
Sur recommandation de Wałęsa, les partis de la majorité désignent Tadeusz Mazowiecki pour diriger le nouveau gouvernement. La Diète le confirme comme président du Conseil des ministres le 24 août 1989, par 378 voix pour, 4 contre et 41 abstentions. Le gouvernement est collectivement approuvé, après présentation de son programme, le 12 septembre, par 402 voix pour et 13 abstentions. Il s'agit alors du premier exécutif non-communiste de l'Europe de l'Est depuis 1945. Le PZPR prononce sa dissolution en janvier 1990 et trois de ses anciens ministres, notamment ceux de l'Intérieur et de la Défense, sont relevés de leurs fonctions le 6 août.
Candidat à l'élection présidentielle libre des 25 novembre et 9 décembre 1990, Mazowiecki arrive seulement troisième du premier tour avec 18,1 % des suffrages exprimés, loin derrière Lech Wałęsa, à qui il apporte son soutien. Le cabinet annonce sa démission dès le lendemain, acceptée par la Diète le 14 décembre. Le dernier gouvernement en exil est démantelé le 22 décembre.

### Succession
Le 4 janvier 1991, Jan Bielecki est investi président du Conseil. Il rassemble alors des partis de centre-droit récemment constitués et forme son gouvernement le 12 janvier

## Composition

### Initiale (12 septembre 1989)
| Poste | Titulaire | Titulaire               | Parti       |
| --- | --------- | ----------------------- | ----------- |
| Président du Conseil des ministres                                                                         |           | Tadeusz Mazowiecki      | Solidarność |
| Vice-président du Conseil des ministres Ministre des Finances                                              |           | Leszek Balcerowicz      | Solidarność |
| Vice-président du Conseil des ministres Ministre de l'Agriculture, de l'Économie alimentaire et des Forêts |           | Czesław Janicki         | ZSL         |
| Vice-président du Conseil des ministres Chef du Bureau du progrès scientifique et technologique            |           | Jan Janowski            | SD          |
| Vice-président du Conseil des ministres Ministre de l'Intérieur                                            |           | Czesław Kiszczak        | PZPR        |
| Ministre, chef du Bureau du Conseil des ministres                                                          |           | Jacek Ambroziak         | Solidarność |
| Ministre de la Justice                                                                                     |           | Aleksander Bentkowski   | ZSL         |
| Ministre de la Culture et des Arts                                                                         |           | Izabella Cywińska       | Solidarność |
| Ministre de la Protection de l'environnement et des Ressources naturelles                                  |           | Bronisław Kamiński      | ZSL         |
| Ministre de la Santé et de la Protection sociale                                                           |           | Andrzej Kosiniak-Kamysz | ZSL         |
| Ministre du Travail et de la Politique sociale                                                             |           | Jacek Kuroń             | Solidarność |
| Ministre du Marché intérieur                                                                               |           | Aleksander Mackiewicz   | SD          |
| Ministre, chef du Bureau central de planificiation                                                         |           | Epaminondas Osiatyński  | Solidarność |
| Ministre l'Aménagement du territoire et des Travaux publics                                                |           | Aleksander Paszyński    | Solidarność |
| Ministre de l'Éducation nationale                                                                          |           | Henryk Samsonowicz      | Solidarność |
| Ministre de la Défense nationale                                                                           |           | Florian Siwicki         | PZPR        |
| Ministre des Affaires étrangères                                                                           |           | Krzysztof Skubiszewski  | Solidarność |
| Ministre de l'Industrie                                                                                    |           | Tadeusz Syryjczyk       | Solidarność |
| Ministre des Relations économiques extérieures                                                             |           | Marcin Święcicki        | PZPR        |
| Ministre des Transports, de la Navigation et des Communications                                            |           | Franciszek Wielądek     | PZPR        |
| Ministre sans portefeuille Chargé des Villages sociaux et culturels                                        |           | Artur Balazs            | Solidarność |
| Ministre sans portefeuille Chargé de la Coopération avec les organisations politiques et les associations  |           | Aleksander Hall         | Solidarność |
| Ministre sans portefeuille Chargé de l'organisation du ministère des Communications                        |           | Marek Kucharski         | SD          |
| Ministre sans portefeuille Président du Conseil économique                                                 |           | Witold Trzeciakowski    | Solidarność |

### Remaniement du 20 décembre 1989
- Les nouveaux ministres sont indiqués en gras, ceux ayant changé d'attributions en italique.

| Poste | Titulaire | Titulaire               | Parti       |
| --- | --------- | ----------------------- | ----------- |
| Président du Conseil des ministres                                                                        |           | Tadeusz Mazowiecki      | Solidarność |
| Vice-président du Conseil des ministres Ministre des Finances                                             |           | Leszek Balcerowicz      | Solidarność |
| Vice-président du Conseil des ministres Ministre de l'Agriculture et de l'Économie alimentaire            |           | Czesław Janicki         | ZSL         |
| Vice-président du Conseil des ministres Chef du Bureau du progrès scientifique et technologique           |           | Jan Janowski            | SD          |
| Vice-président du Conseil des ministres Ministre de l'Intérieur                                           |           | Czesław Kiszczak        | PZPR        |
| Ministre, chef du Bureau du Conseil des ministres                                                         |           | Jacek Ambroziak         | Solidarność |
| Ministre de la Justice                                                                                    |           | Aleksander Bentkowski   | ZSL         |
| Ministre de la Culture et des Arts                                                                        |           | Izabella Cywińska       | Solidarność |
| Ministre de la Protection de l'environnement, des Ressources naturelles et des Forêts                     |           | Bronisław Kamiński      | ZSL         |
| Ministre de la Santé et de la Protection sociale                                                          |           | Andrzej Kosiniak-Kamysz | ZSL         |
| Ministre des Communications                                                                               |           | Marek Kucharski         | SD          |
| Ministre du Travail et de la Politique sociale                                                            |           | Jacek Kuroń             | Solidarność |
| Ministre du Marché intérieur                                                                              |           | Aleksander Mackiewicz   | SD          |
| Ministre, chef du Bureau central de planificiation                                                        |           | Epaminondas Osiatyński  | Solidarność |
| Ministre l'Aménagement du territoire et des Travaux publics                                               |           | Aleksander Paszyński    | Solidarność |
| Ministre de l'Éducation nationale                                                                         |           | Henryk Samsonowicz      | Solidarność |
| Ministre de la Défense nationale                                                                          |           | Florian Siwicki         | PZPR        |
| Ministre des Affaires étrangères                                                                          |           | Krzysztof Skubiszewski  | Solidarność |
| Ministre de l'Industrie                                                                                   |           | Tadeusz Syryjczyk       | Solidarność |
| Ministre des Relations économiques extérieures                                                            |           | Marcin Święcicki        | PZPR        |
| Ministre des Transports et de l'Économie maritime                                                         |           | Franciszek Wielądek     | PZPR        |
| Ministre sans portefeuille Chargé des Villages sociaux et culturels                                       |           | Artur Balazs            | Solidarność |
| Ministre sans portefeuille Chargé de la Coopération avec les organisations politiques et les associations |           | Aleksander Hall         | Solidarność |
| Ministre sans portefeuille Président du Conseil économique                                                |           | Witold Trzeciakowski    | Solidarność |

### Remaniement du 6 août 1990
- Les nouveaux ministres sont indiqués en gras, ceux ayant changé d'attributions en italique.

| Poste | Titulaire | Titulaire               | Parti       |
| --- | --------- | ----------------------- | ----------- |
| Président du Conseil des ministres                                                                        |           | Tadeusz Mazowiecki      | Solidarność |
| Vice-président du Conseil des ministres Ministre des Finances                                             |           | Leszek Balcerowicz      | Solidarność |
| Vice-président du Conseil des ministres Ministre de l'Agriculture et de l'Économie alimentaire            |           | Vacant                  | ZSL         |
| Vice-président du Conseil des ministres Chef du Bureau du progrès scientifique et technologique           |           | Jan Janowski            | SD          |
| Ministre, chef du Bureau du Conseil des ministres                                                         |           | Jacek Ambroziak         | Solidarność |
| Ministre de la Justice                                                                                    |           | Aleksander Bentkowski   | ZSL         |
| Ministre de la Culture et des Arts                                                                        |           | Izabella Cywińska       | Solidarność |
| Ministre de la Protection de l'environnement, des Ressources naturelles et des Forêts                     |           | Bronisław Kamiński      | ZSL         |
| Ministre de la Santé et de la Protection sociale                                                          |           | Andrzej Kosiniak-Kamysz | ZSL         |
| Ministre de l'Intérieur                                                                                   |           | Krzysztof Kozłowski     | Solidarność |
| Ministre des Communications                                                                               |           | Marek Kucharski         | SD          |
| Ministre du Travail et de la Politique sociale                                                            |           | Jacek Kuroń             | Solidarność |
| Ministre du Marché intérieur                                                                              |           | Aleksander Mackiewicz   | SD          |
| Ministre, chef du Bureau central de planificiation                                                        |           | Epaminondas Osiatyński  | Solidarność |
| Ministre l'Aménagement du territoire et des Travaux publics                                               |           | Aleksander Paszyński    | Solidarność |
| Ministre de l'Éducation nationale                                                                         |           | Henryk Samsonowicz      | Solidarność |
| Ministre de la Défense nationale                                                                          |           | Piotr Kołodziejczyk     | Aucun       |
| Ministre des Affaires étrangères                                                                          |           | Krzysztof Skubiszewski  | Solidarność |
| Ministre de l'Industrie                                                                                   |           | Tadeusz Syryjczyk       | Solidarność |
| Ministre des Relations économiques extérieures                                                            |           | Marcin Święcicki        | Aucun       |
| Ministre des Transports et de l'Économie maritime                                                         |           | Ewaryst Waligórski      | Solidarność |
| Ministre sans portefeuille Chargé des Villages sociaux et culturels                                       |           | Artur Balazs            | Solidarność |
| Ministre sans portefeuille Chargé de la Coopération avec les organisations politiques et les associations |           | Aleksander Hall         | Solidarność |
| Ministre sans portefeuille Président du Conseil économique                                                |           | Witold Trzeciakowski    | Solidarność |

### Remaniement du 14 septembre 1990
- Les nouveaux ministres sont indiqués en gras, ceux ayant changé d'attributions en italique.

| Poste | Titulaire | Titulaire                             | Parti       |
| --- | --------- | ------------------------------------- | ----------- |
| Président du Conseil des ministres                                                                        |           | Tadeusz Mazowiecki                    | Solidarność |
| Vice-président du Conseil des ministres Ministre des Finances                                             |           | Leszek Balcerowicz                    | Solidarność |
| Vice-président du Conseil des ministres Chef du Bureau du progrès scientifique et technologique           |           | Jan Janowski                          | SD          |
| Ministre, chef du Bureau du Conseil des ministres                                                         |           | Jacek Ambroziak                       | Solidarność |
| Ministre de la Justice                                                                                    |           | Aleksander Bentkowski                 | ZSL         |
| Ministre de l'Agriculture et de l'Économie alimentaire                                                    |           | Janusz Byliński                       | Solidarność |
| Ministre de la Culture et des Arts                                                                        |           | Izabella Cywińska                     | Solidarność |
| Ministre de la Protection de l'environnement, des Ressources naturelles et des Forêts                     |           | Bronisław Kamiński                    | ZSL         |
| Ministre de la Santé et de la Protection sociale                                                          |           | Andrzej Kosiniak-Kamysz               | ZSL         |
| Ministre de l'Intérieur                                                                                   |           | Krzysztof Kozłowski                   | Solidarność |
| Ministre des Communications                                                                               |           | Jerzy Slezak                          | SD          |
| Ministre des Privatisations                                                                               |           | Waldemar Kuczyński                    | Aucun       |
| Ministre du Travail et de la Politique sociale                                                            |           | Jacek Kuroń                           | Solidarność |
| Ministre du Marché intérieur                                                                              |           | Aleksander Mackiewicz                 | SD          |
| Ministre, chef du Bureau central de planificiation                                                        |           | Epaminondas Osiatyński                | Solidarność |
| Ministre l'Aménagement du territoire et des Travaux publics                                               |           | Aleksander Paszyński                  | Solidarność |
| Ministre de l'Éducation nationale                                                                         |           | Henryk Samsonowicz                    | Solidarność |
| Ministre de la Défense nationale                                                                          |           | Piotr Kołodziejczyk                   | Aucun       |
| Ministre des Affaires étrangères                                                                          |           | Krzysztof Skubiszewski                | Solidarność |
| Ministre de l'Industrie                                                                                   |           | Tadeusz Syryjczyk                     | Solidarność |
| Ministre des Relations économiques extérieures                                                            |           | Marcin Święcicki                      | Aucun       |
| Ministre des Transports et de l'Économie maritime                                                         |           | Ewaryst Waligórski                    | Solidarność |
| Ministre sans portefeuille Chargé des Villages sociaux et culturels                                       |           | Artur Balazs                          | Solidarność |
| Ministre sans portefeuille Chargé de la Coopération avec les organisations politiques et les associations |           | Aleksander Hall (jusqu'au 12/10/1990) | Solidarność |
| Ministre sans portefeuille Président du Conseil économique                                                |           | Witold Trzeciakowski                  | Solidarność |